# Novembre 1860

## Événements
- 6 novembre : le républicain Abraham Lincoln est élu président des États-Unis après avoir fait campagne contre l’esclavage et pour le maintien de l’Union (fin en 1865).

- 13 novembre : Ramón Castilla, président du Pérou depuis 1855, profite de sa victoire contre l’Équateur pour amender la charte de 1856 -qui limite la durée de la présidence à quatre ans- et obtient un nouveau mandat.

- 14 novembre : les Russes arrachent à la Chine la rive gauche de l'Amour (Heilong Jiang), formant la Province maritime et fondent Vladivostok.

- 15 novembre, France : le journal Le Moniteur publie une longue lettre de Fould, destinée à l'empereur, et pour critiquant durement les dépenses excessives.
  - Une réponse de Napoléon III approuve les termes de ce réquisitoire et nomme Fould ministre des Finances, et le charge d'une réforme.

- 17 novembre : Antoine de Tounens, un juriste de Dordogne, profite des bouleversements politiques du Chili pour se faire élire roi par les chefs Araucans sous le nom d’Orélie-Antoine Ier. Il donne à « ses possessions », de la Terre de Feu au Biobío, une constitution et une législation calquées sur celles du Second Empire. Le gouvernement chilien le fait emprisonner et rapatrier en France en 1862 à la demande du gouvernement de Napoléon III. Tounens entreprendra en 1871 de reconquérir son trône, avant d’être de nouveau déposé et chassé par les Chiliens.

- 23 novembre, France : ministère du comte Walewski, qui succède à celui de Fould.

- 24 novembre :
  - Premières réformes libérales de Napoléon III.
    - Décret constitutionnel sur les nouveaux pouvoirs des assemblées :
      - En réponse au discours de l'Empereur ouvrant la session, le Corps législatif et le Sénat discuteront chaque année des termes d'une adresse.
      - Des ministres sans portefeuille seront désignés par l'Empereur pour défendre et expliquer la politique du gouvernement devant les deux assemblées.
      - Le journal Le Moniteur et tous les journaux pourront reproduire la sténographie in extenso des débats des deux assemblées.

  - Le ministère de l’Algérie et des Colonies est supprimé et le poste de gouverneur général de l'Algérie est rétabli. Il est attribué au maréchal Pélissier (fin en 1864). Politique du « Royaume arabe ». L'instruction publique et les cultes demeurent rattachés à Paris.

## Naissances
- 6 novembre : Ignacy Paderewski, pianiste, compositeur et homme politique polonais († 29 juin 1941).
- 14 novembre : Alexis-Armand Charost, cardinal français, archevêque de Rennes († 7 novembre 1930).

## Décès
- 2 novembre : « El Sombrerero » (Antonio Ruíz Serrano), matador espagnol (° 24 mars 1792).